# Список столиц армянских государств
Список городов, в разное время бывших столицами армянских государств, с указанием государства и периода пребывания в качестве столицы. 
Ереван традиционно считается 12-й столицей Армении (при этом в учет не берутся столицы Коммагены, Софены, Малой Армении).  Во время церемонии инаугурации мэра города Еревана ему на шею надевают позолоченную цепь с названиями древних столиц Армении.

## Столицы исторических государств
В список не включены некоторые города, бывшие в Средние века центрами армянских княжеств (см. хронологию армянской государственности).
| Номер столицы Армении согласно традиционному списку | Исторический период                | Столица (дата основания города)   | Государство                            |
| --------------------------------------------------- | ---------------------------------- | --------------------------------- | -------------------------------------- |
| 1                                                   | IX – VI ввю до н.э.                | Ван (Тушпа)                       | Урарту                                 |
| 2                                                   | конец IV — III век до н.э.         | Армавир (?)                       | Айраратское царство                    |
| 3                                                   | конец III века до н.э.             | Ервандашат (III век до н.э.)      | Айраратское царство                    |
| 4                                                   | 176-77 до н.э. 69 до н.э.—168 н.э. | Арташат (176 до н.э.)             | Великая Армения                        |
| 5                                                   | 77—69 до н.э.                      | Тигранакерт (77 до н.э.)          | Великая Армения                        |
| 6                                                   | 168 — 335 н.э.                     | Вагаршапат (ок. 120 н.э.)         | Великая Армения                        |
| 7                                                   | 335—428                            | Двин (335 н.э.)                   | Великая Армения                        |
|                                                     | середина IV века                   | Аршакаван (середина IV века н.э.) | Великая Армения                        |
| 8                                                   | 885 — 890                          | Багаран (II век до н.э.)          | Царство Багратидов                     |
| 9                                                   | 890 — 928                          | Ширакаван                         | Царство Багратидов                     |
| 10                                                  | 928 — 961                          | Карс (IV век н.э.)                | Царство Багратидов                     |
| 11                                                  | 961 — 1045                         | Ани                               | Царство Багратидов                     |
|                                                     | 1071 — 1086                        | Мараш                             | Государство Филарета Варажнуни         |
|                                                     | 1080 — 1186                        | Тарсон                            | Киликийское царство                    |
|                                                     | 1186 — 1375                        | Сис                               | Киликийское царство                    |
| 12                                                  | 1918 — 1920                        | Ереван (782 до н.э.)              | Демократическая Республика Армения     |
| 12                                                  | 1920 — 1991                        | Ереван (782 до н.э.)              | Армянская ССР                          |
|                                                     | 1921                               | Горис                             | Республика Горная Армения              |
|                                                     | 1991 — 2023                        | Степанакерт (V век)               | Нагорно-Карабахская Республика (Арцах) |

## Столицы современных государств
| Годы                                                 | Столица (дата основания города) | Государство        |
| ---------------------------------------------------- | ------------------------------- | ------------------ |
| 1991 — наст. время (непрерывно с 1918 – наст. время) | Ереван (782 до н.э.)            | Республика Армения |